# Chiwang

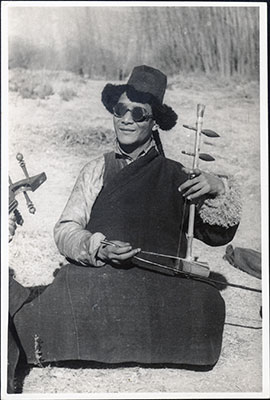
Un musicista che suona il piwang nel 1937.

Il chiwang (dzongkha: སྤྱི་དབང་; Wylie: spyi-dbang) è un tipo di violino tipico del Bhutan. Insieme al lingm e al dramyin, costituisce il repertorio strumentale di base per la tradizione musicale bhutanese.
Sebbene sia comunemente considerato uno strumento tipico del Paese, esso in realtà è solo una variante del piwang, un violino bicorde di origini tibetane. Associato al genere musicale del bödra, si ritiene che sia nato per simboleggiare un cavallo.